# セーブ・ザ・チルドレン
セーブ・ザ・チルドレン（Save the Children）は、1919年にイギリスで設立された非政府組織 (NGO) である。国連経済社会理事会の総合協議資格 (General Consultative Status) をもつ。児童の権利に関する条約 (子どもの権利条約) を理念とし、子どもの権利の保護を目標として活動している。
セーブ・ザ・チルドレンは子供の権利保護の最前線にいる組織である。子供が自分の決定権を持っていることを重要視、子供目線での情熱的かつ専門的な活動をしている。組織のビジョン (未来への展望) は「子どもを尊重し、大切にする。」「子どもから学ぶ。」「子どもに生きる希望とあらゆる機会を提供する。」の3点である。子供らしく生きる「子どもの権利」 (生存、成長、保護、参加) の実現に向けて、世界中の子供たちといっしょに、生活をすぐに良くしてそれがずっと続くようにすることをミッション (役目) としている。

## 沿革
1913年、のちにセーブ・ザ・チルドレンの創始者となるエグランティン・ジェップは、第一次世界大戦のバルカン半島にて、多くの子供たちの戦争被害を目にした。エグランティン・ジェップは、戦争は子供たちにとっての脅威として反戦を志した。
1919年のイギリスで、エグランティン・ジェップは、第一次世界大戦後の飢餓に陥った子どもたちを救うべく、妹のドロシー・バクストン (Dorothy Buxton) と活動を始めた。姉エグランティンと妹ドロシーは、戦争による敵味方を問わず、ヨーロッパの子どもたちに食料と薬を送った。ジェップは「私には11歳以下の敵はいない」として、子どもの救済に考えを同じくする人々とともにセーブ・ザ・チルドレンを設立するに至った。

### 第一次世界大戦
- 1919年 イギリスのロンドンで、エグランティン・ジェップがセーブ・ザ・チルドレンを創設。
- 1920年 スイスのジュネーヴで、エグランティン・ジェップが国際セーブ・ザ・チルドレン連盟 (International Save the Children Union) を設立し、同連盟の総裁に就任。
- 1923年 エグランティン・ジェップが、世界で初となる子どもの権利宣言 (Declaration of the Rights of the Child) を起草。
- 1924年 国際連盟が、子どもの権利宣言を採択。1959年の国際連合による同宣言批准および1989年の児童の権利に関する条約の礎 (いしずえ) となった。

### 第二次次世界大戦後
- 1959年 国際連合が、子供の権利宣言を国際連合憲章の一部として批准。
- 1970年 イギリス王女アンがイギリスのセーブ・ザ・チルドレン総裁に就任。
- 1977年 ジュネーヴで、セーブ・ザ・チルドレン世界連盟 (International Save the Children Alliance) が設立される。
- 1979年 国連教育科学文化機関 (UNESCO) により国際児童年 (International Year of the Child) と決定された同年、子供の権利宣言の条項見直し作業が行われる。
- 1989年 11月20日の国際連合総会にて、児童の権利に関する条約 (子どもの権利条約) が全会一致で採決。セーブ・ザ・チルドレンは同条約の草案に携わった。
- 1997年 世界27カ国のセーブ・ザ・チルドレンが属するセーブ・ザ・チルドレン世界連盟が組織化。
- 1998年 元ドイツ・グリーンピース (NGO) 事務局長のブルクハルト・グナリッグ (Burkhard Gnärig) が、セーブ・ザ・チルドレン世界連盟事務局長就任[2]。
- 2006年 世界各国のセーブ・ザ・チルドレンによるキャンペーン「Rewrite the Future いっしょに描こう! 子どもの未来」開始[注 2]。
- 2008年 スウェーデンのセーブ・ザ・チルドレン事務局長シャーロット・ペトリ・ゴルニツカ (Charlotte Petri Gornitzka) が、セーブ・ザ・チルドレン世界連盟事務局長就任[3]。

## テロ
- 2018年1月24日、アフガニスタン東部ナンガルハル州ジャララバードにある事務所が襲撃を受け4人が死亡、数十人が負傷。襲撃後、ISISが犯行声明を出している[4]。

## セーブ・ザ・チルドレン世界連盟メンバー
セーブ・ザ・チルドレンは世界最大のネットワークをもち、2022年現在、世界で30の国と地域の団体がセーブ・ザ・チルドレンの名のもと連携し、約120の国と地域で活動を続けている。
- アイスランド共和国
- アメリカ合衆国
- イギリス
- イタリア共和国
- インド共和国
- インドネシア共和国
- エスワティニ王国
- オーストラリア連邦
- オランダ王国
- カナダ
- スイス連邦
- スウェーデン王国
- スペイン
- 大韓民国
- デンマーク王国
- ドイツ連邦共和国
- ドミニカ共和国
- 日本国
- ニュージーランド
- ノルウェー王国
- フィジー諸島共和国
- フィリピン共和国
- フィンランド共和国
- 香港
- ホンジュラス共和国
- 南アフリカ共和国
- メキシコ合衆国

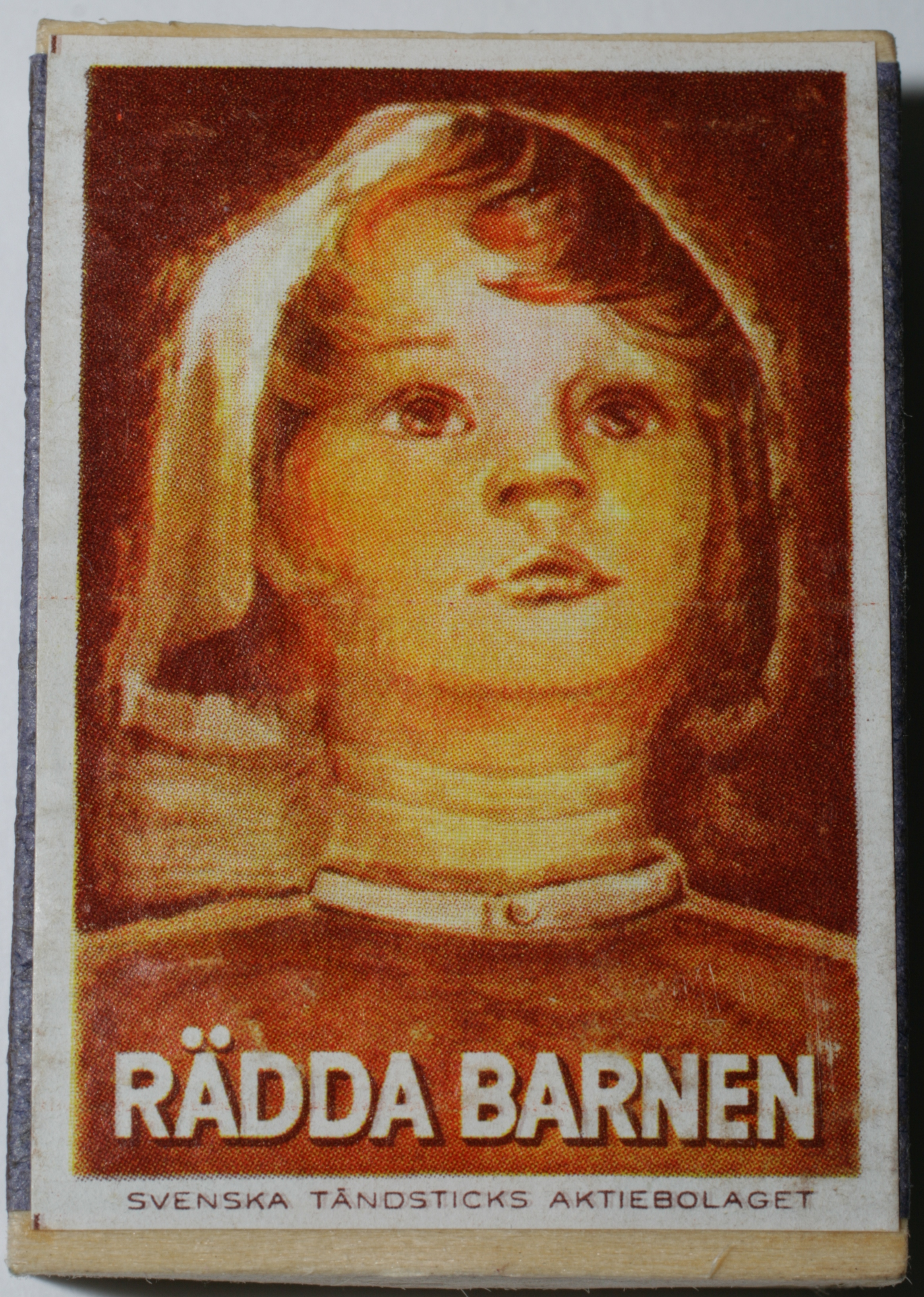
セーブ・ザ・チルドレンのマッチ箱
(スウェーデン語RÄDDA BARNENは、セーブ・ザ・チルドレンのこと)

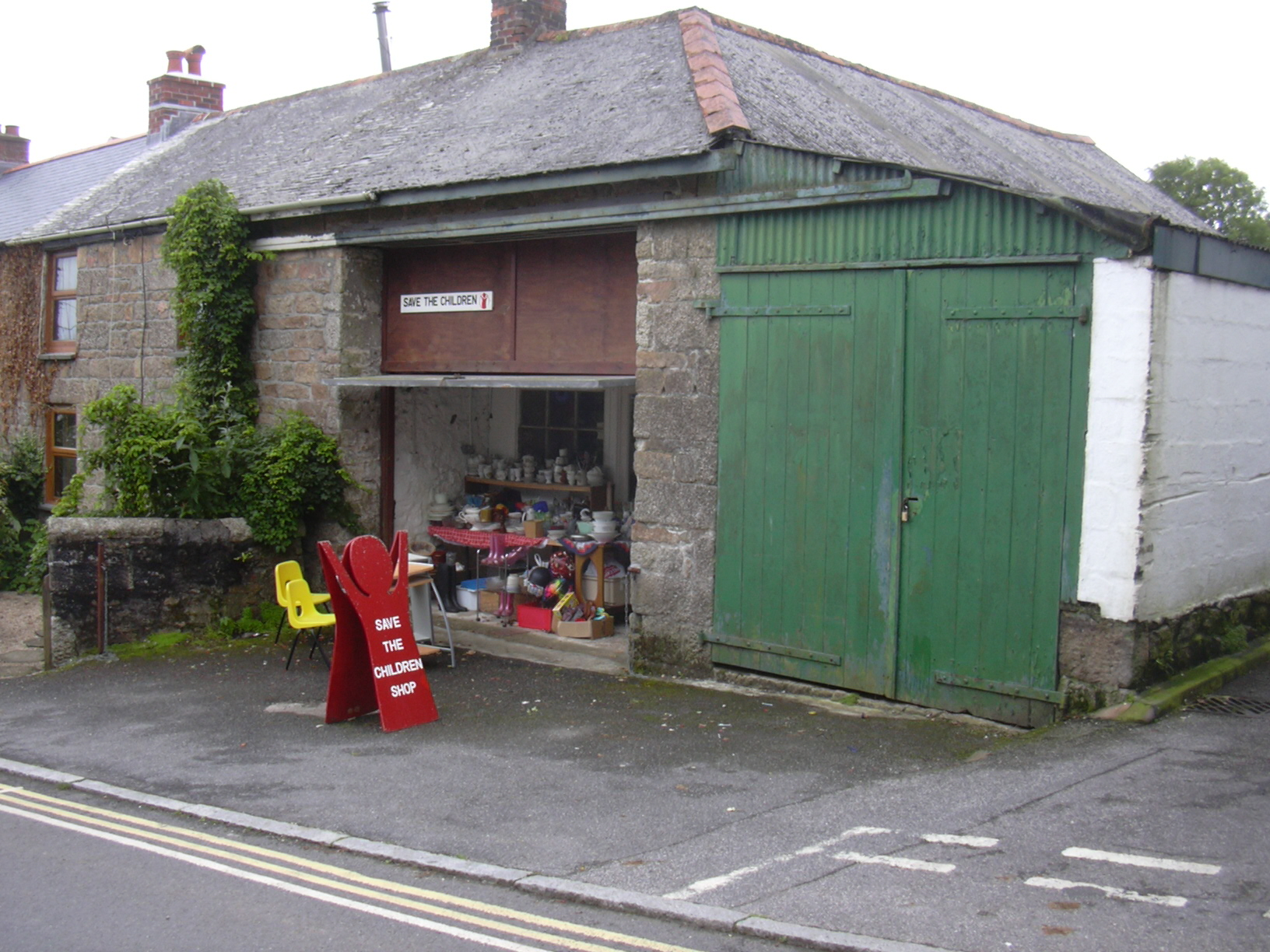
セーブ・ザ・チルドレンのチャリティーショップ
(コーンウォール州コンスタンティン)

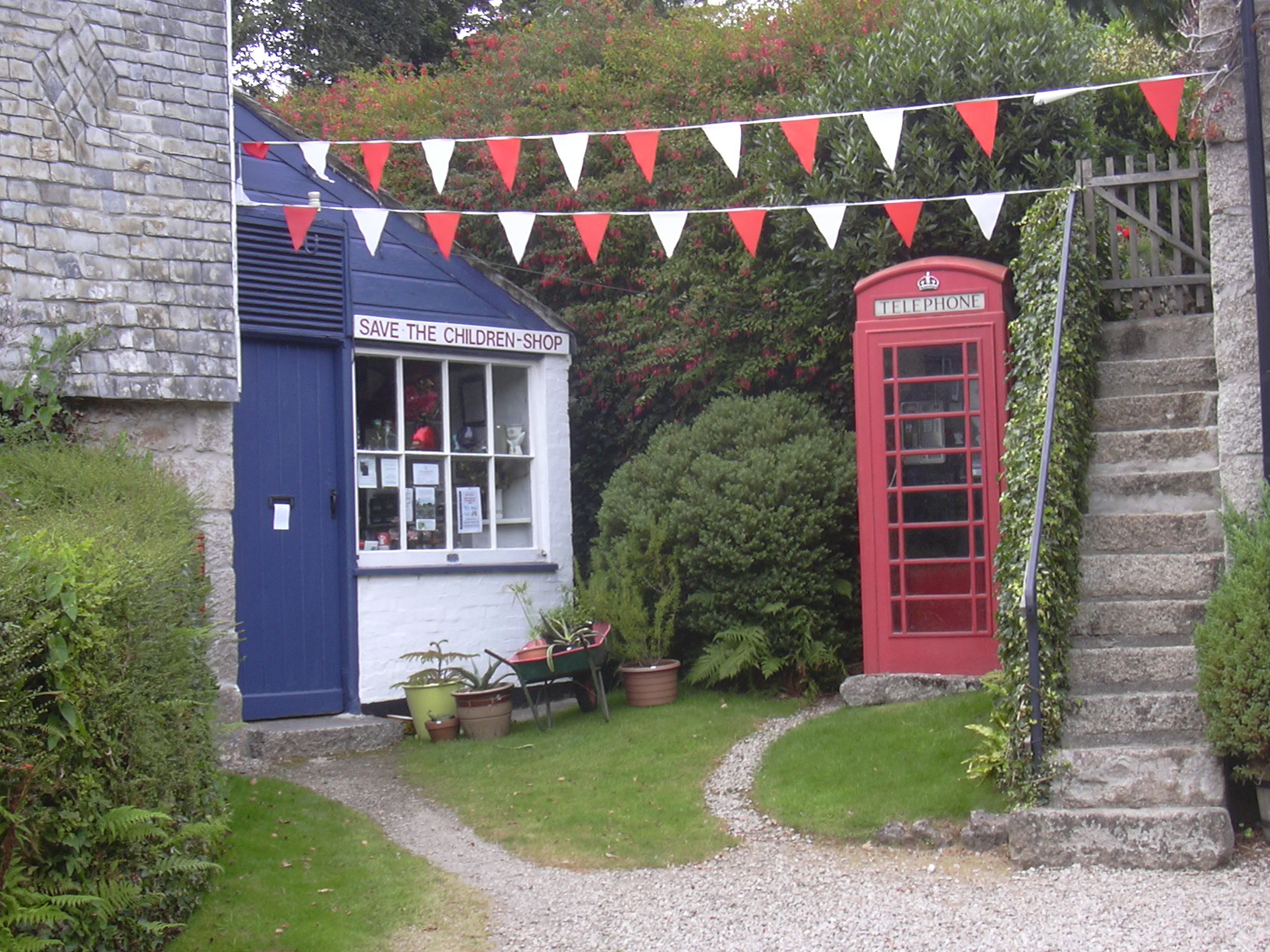
セーブ・ザ・チルドレンのチャリティーショップ
(コーンウォール州ポース・ナヴァス)

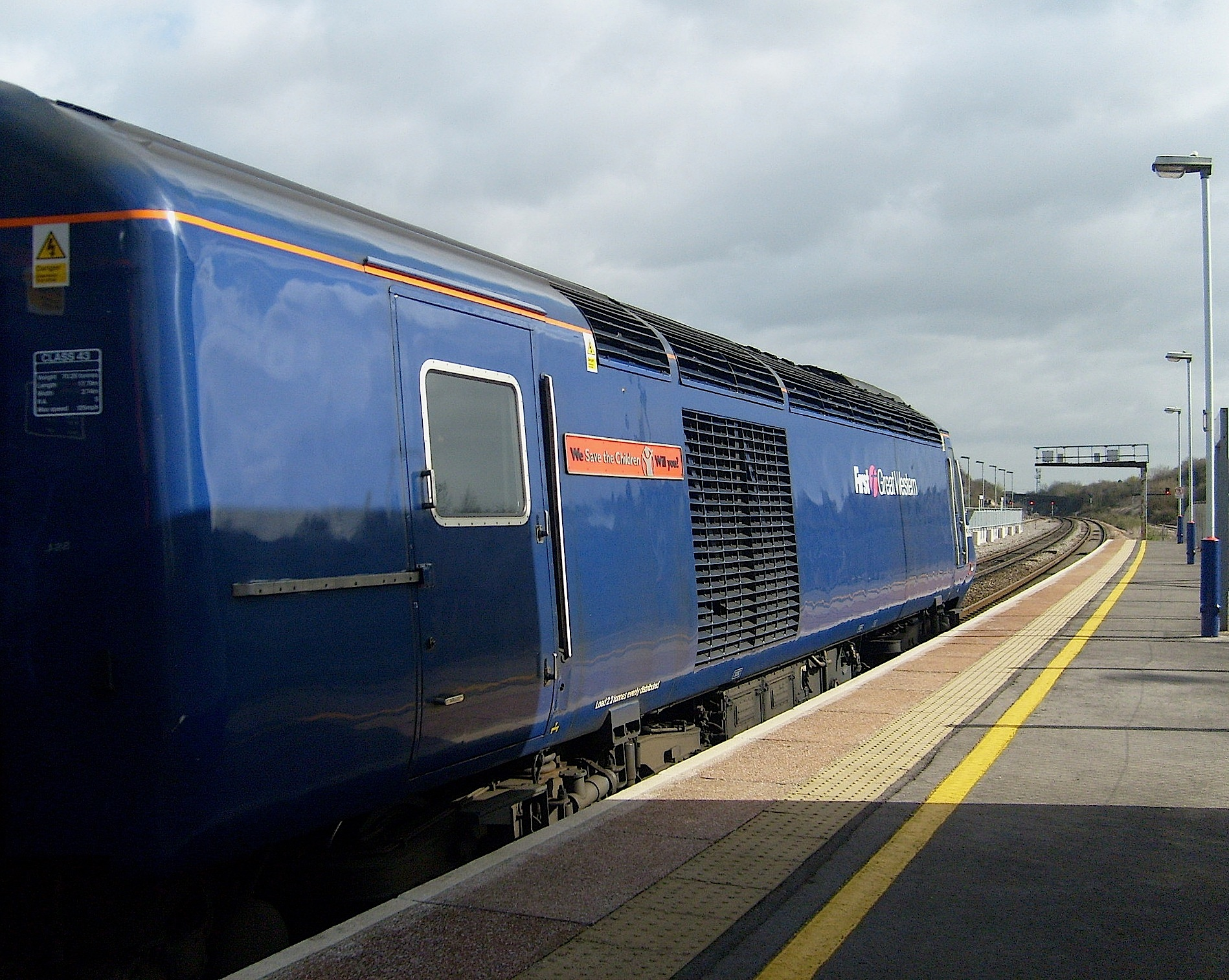
車両「We Save the Children Will You?」
(ブリストルのブリストル・パークウェイ駅)

- ヨルダン・ハシミテ王国
- リトアニア共和国
- ルーマニア

### セーブ・ザ・チルドレン・ジャパン
日本では東京都千代田区に本部事務局を置く公益社団法人セーブ・ザ・チルドレン・ジャパン (略称: SCJ) として活動している。活動規模 (経常収益) は年間約32億円。

#### 沿革
- 1986年 セーブ・ザ・チルドレン・ジャパン設立。
- 1995年 日本国外務省より社団法人として認定。
- 2001年 日本国外務省より特定公益増進法人として認定。
- 2011年 内閣府より公益社団法人として認定。